# طواف عمان

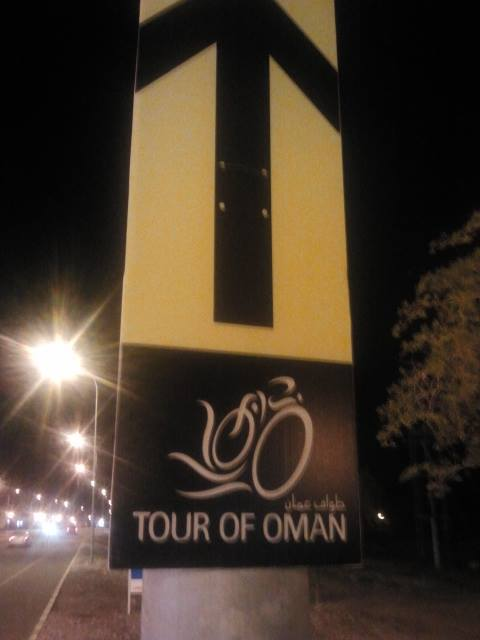
يافطة طواف عمان في عمود كهربائي في ولاية نخل في 21 فبراير 2014

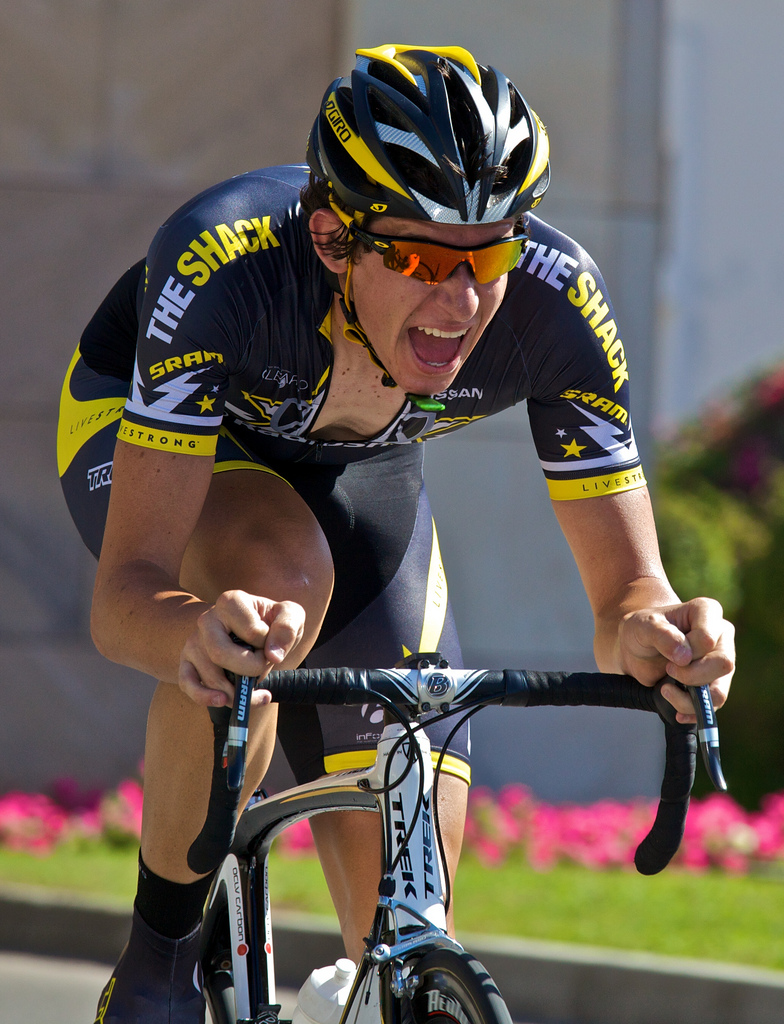
متسابق راكبا دراجته

خريطة مسارات 2010م

طواف عُمان سباق دراجات هوائية يقام في سلطنة عمان. في كل عام يتم اختيار وتحديد مسارات عبر لجنة تشكلها بلدية مسقط، المسؤول الأول عن تنظيم الطواف، حيث يراعى في اختيار المسار مجموعة من المعايير تتمثل في الكشف عن طبيعة عمان الساحرة.

## الفائزون
| السنة | الفائز            | الثاني                  | الثالث             |                 |
| ----- | ----------------- | ----------------------- | ------------------ | --------------- |
| 2010  | فابيان كانسيليرا  | إيدفالد بواسون هاغن     | كاميرون ماير       |                 |
| 2011  | روبرت جاسنك       | إيدفالد بواسون هاغن     | جيوفاني فيسكونتي   |                 |
| 2012  | بيتر فيليس        | فينتشينزو نيبالي        | توني قالوبا        |                 |
| 2013  | كريس فروم         | ألبيرتو كونتادور        | كاديل إفانز        |                 |
| 2014  | كريس فروم         | تجي فان جارد إرين       | ريغوبيرتو أوران    |                 |
| 2015  | رافائيل فالس      | تجي فان جارد إرين       | أليخاندرو بالبيردي |                 |
| 2016  | فينتشينزو نيبالي  | رومان بارديه            | جاكوب فوجلسانج     |                 |
| 2017  | بن هيرمانز        | روي كوستا               | فابيو آرو          |                 |
| 2018  | أليكسي لوتزينكو   | ميغل أنغل لوبز          | جوركا إيزاجير      |                 |
| 2019  | أليكسي لوتزينكو   | دومينيكو بوزوفيفو       | خيسوس هييرادة      |                 |
| 2020  | تم إلغاء السباق   | تم إلغاء السباق         | تم إلغاء السباق    | تم إلغاء السباق |
| 2021  | تم إلغاء السباق   | تم إلغاء السباق         | تم إلغاء السباق    | تم إلغاء السباق |
| 2022  | جان هيرت          | فوستو ماسنادا           | روي كوستا          |                 |
| 2023  | Matteo Jorgenson ‏ | Mauri Vansevenant ‏      | جيوفري بوشارد      |                 |
| 2024  | آدم ييتس          | جان هيرت                | Finn Fisher-Black ‏ |                 |
| 2025  | آدم ييتس          | Valentin Paret-Peintre ‏ | ديفيد جودو         |                 |

## المسارات
- عبري - نخل
- نزوى - سمائل
- قريات ومسقط

## روابط خارجية
- طواف عمان على موقع إحصائيات الدراجات الإحترافية (الإنجليزية)